# Aberin
Aberin település Spanyolországban, Navarra autonóm közösségben. Aberin Ayegui, Dicastillo, Morentin, Oteiza, Villatuerta és Estella-Lizarra községekkel határos. Lakosainak száma 383 fő (2024).

## Népesség
A település népessége az elmúlt években az alábbi módon változott:
| Lakosok száma | 356  | 327  | 343  | 368  | 392  | 382  | 358  | 359  | 371  | 383  |
|               | 2001 | 2004 | 2007 | 2009 | 2012 | 2014 | 2017 | 2019 | 2022 | 2024 |